# Anatole Beck
Anatole Beck (Nova Iorque, 19 de março de 1930 – 21 de dezembro de 2014) foi um matemático estadunidense.
Beck estudou no Brooklyn College (bacharelado em 1951) e obteve um doutorado em 1956 na Universidade Yale, orientado por Shizuo Kakutani, com a tese On the Random Ergodic Theorem. Em 1958 foi professor assistente e a partir de 1966 professor na Universidade de Wisconsin-Madison.

## Obras
- com Michael N. Bleicher, Donald W. Crowe: Excursions into Mathematics, A. K. Peters 2000 (primeiro 1967)
- Continuous flows in the plane, Grundlehren der mathematischen Wissenschaften, Springer Verlag 1974 (colaboração de Jonathan e Mirit Lewin)
- com M. Bleicher: Einlagerung konvexer Mengen in eine ähnliche Menge, in Konrad Jacobs: Selecta Mathematica, Volume 3, Springer Verlag 1971
- Ein Paradoxon. Der Hase und die Schildkröte, in Konrad Jacobs: Selecta Mathematica, Volume 5, Springer Verlag 1979